# Phaegorista agaristoides
Phaegorista agaristoides är en fjärilsart som beskrevs av Jean Baptiste Boisduval 1836. Phaegorista agaristoides ingår i släktet Phaegorista och familjen nattflyn. Inga underarter finns listade i Catalogue of Life.